# Niedźwiedno
Niedźwiedno – jezioro w Polsce położone w województwie lubuskim, w powiecie świebodzińskim, w gminie Skąpe – 3 km na wschód od miejscowości Ołobok.

## Charakterystyka
Jezioro Niedźwiedno leży w zróżnicowanej morfologicznie Rynnie Świebodzińsko-Podłogórskiej powstałej w czasie Zlodowacenia Bałtyckiego, która łączy się z Rynną Wilkowsko-Przetocznicką i Ratoszyńską. Zbiornik został sztucznie spiętrzony poprzez wybudowanie grobli czołowej z zastawką od strony południowej. Brzegi jeziora w większości są twarde, strome o charakterze klifowym. Na zachód od jeziora przebiega droga wojewódzka nr 276 relacji Krosno Odrzańskie – Świebodzin (w miejscowości Radoszyn należy skręcić do wsi Łąkie).

## Hydronimia
Do 1945 roku jezioro nazywane było Galgen See. Obecna nazwa została wprowadzona urzędowo 3 listopada 1950 roku. Państwowy rejestr nazw geograficznych jako nazwę oboczną podaje Jezioro Chociolskie.

## Morfometria
Według danych Instytutu Meteorologii i Gospodarki Wodnej powierzchnia zwierciadła wody jeziora wynosi 49,5 ha. Średnia głębokość zbiornika wodnego to 2,7 m, a maksymalna to 5,8 m. Lustro wody znajduje się na wysokości 72,1 m n.p.m. Objętość jeziora wynosi 1336,5 tys. m³. W innych źródłach powierzchnia jeziora nieco się różni, według danych Instytutu Rybactwa Śródlądowego powierzchnia zwierciadła wody jeziora wynosi 48,0 ha, natomiast A. Choiński podał wielkość jeziora jako 48,0 ha.
Według Mapy Podziału Hydrograficznego Polski leży na terenie zlewni szóstego poziomu Zlewnia jez. Niedźwiedno. Identyfikator MPHP to 158523.

## Zagospodarowanie
Administratorem wód jeziora jest Regionalny Zarząd Gospodarki Wodnej we Wrocławiu. Utworzył on obwód rybacki, który obejmuje wody jeziora (obwód rybacki jezioro Niedźwiedno na rzece Dopływ z jeziora Niedźwiedno – Nr 1). Gospodarkę rybacką na jeziorze prowadzi państwowe Gospodarstwo Rybackie w Zbąszyniu.

## Czystość wód i ochrona środowiska
W 1993 stan wód jeziora sklasyfikowano według ówczesnych kryteriów w II klasie czystości. Podczas badań stwierdzono przekroczenie stężenia związków azotu i w mniejszym stopniu fosforu. Norm pierwszej klasy nie spełniała również zbyt wysoka przewodność elektrolityczna wody w jeziorze. Przeźroczystość wód jeziora wynosiła 2,3 m, pozostałe wskaźniki kwalifikowały się do wód I klasy czystości.
Jezioro Niedźwiedno w wyniku badań z 1993 roku zostało zakwalifikowane jako bardzo podatne na degradujące wpływy zewnętrzne, w związku z czym zostało zaliczone do III kategorii podatności na degradację. Oznacza to, że jest to jezioro o słabych warunkach naturalnych. Wpływ na tak złą ocenę miała niska głębokość średnia, nieduża objętość epilimnionu, która nie sprzyja "rozcieńczeniu" zanieczyszczeń, dość wysoki procent wymiany wód w ciągu roku oraz brak stratyfikacji termicznej jeziora.
Jezioro znajduje się na obszarze obszaru chronionego krajobrazu o nazwie Rynna „Ołoboku i Paklicy”. Głównym założeniem ochronnym tej strefy jest ochrona naturalnego korytarza ekologicznego wzdłuż wspomnianej rynny polodowcowej.